# Деміен Вейн
Деміен Вейн (англ. Damian Wayne) — вигаданий персонаж коміксів всесвіту DC Comics. Син Брюса Вейна і Талії аль Гул. Онук суперлиходія Ра'са аль Гул, ворога Бетмена. Вперше згадується у виданні Batman: Son of the Demon («Бетмен: Син Демона»), виданому в 1987 році.

## Дитячі роки
Вирощений в штучні утробі, в підлітковому віці Деміен був залишений матір'ю на піклування батька, який до цього не знав про існування сина. У дитинстві хлопчик пройшов тренування в Лізі Вбивць. У 10 років став Робіном.
У 2013 році Деміен Вейн потрапив в список 25 кращих героїв DC Comics за версією IGN.
Дитина, вперше згадана на сторінках коміксу «Бетмен: Син Демона», згодом фігурував у кількох історіях.
В одному з випусків серії «Інші світи» (англ. Elseworlds) персонаж з ім'ям Теллант Вейн бореться зі своїм дідом Ра'сом аль Гул. Ра'с аль Гул виявляє секретне укриття Бетмена після його смерті і наказує Лізі Вбивць одягатися в костюми, схожі з тим, що носив Брюс Вейн. Талія і син Брюса теж переодягаються в костюми кажанів з метою знищити вороже угрупування.
У коміксах Kingdom Come (1996) дитину Талії і Бетмена звуть Ібн аль Ксу'ффаш, і він є прихильником Лекса Лютора. Він закохується в Нічну Зірку (англ. Nightstar), дочку Діка Ґрейсона і Зоряного Полум'я (англ. Starfire). Згідно з однією з версій, Ібн аль Ксу'ффаш шпигував за Лексом для Брюса Вейна. У Kingdom Come, авторства Еліота Маггіна аль Ксу'ффаш, повідомляє Брюсу, що його мати Талія все ще жива і є однією з послідовниць Матері Терези. Сиквел The Kingdom відкриває нові факти в історії сина Бетмена. Ра'с аль Гул планував зробити онука своїм наступником. Ібн аль Ксу'ффаш вбив діда, відрізавши йому голову.
В історії Гранта Моррісона «Син Бетмена» (Batman and Son, 2006) дитина з ім'ям Деміен Вейн є результатом зустрічі Талії і Бетмена.

## Сили і здібності
Завдяки тренуванням Ліги Вбивць Деміен досконало володіє майстерністю рукопашного бою. Пройшов навчання з криміналістики, кримінології, акробатики і маскування. Вміє імітувати голоси і інтонацію інших людей. Деміен володіє просунутим знанням інженерії та механіки — він втілив в життя плани свого батька з будівництва бетмобіля. Незважаючи на юний вік, хлопчик є вдалим бізнесменом. Крім цього, він прекрасно володіє будь-якою зброєю, відомою людству.

## Критика та відгуки
- У 2013 році Деміен Вейн потрапив в список 25 кращих героїв DC Comics за версією IGN.[3]